# عراقيون في تركيا
عراقيون في تركيا وهم الجالية العراقية والأتراك ذوي الأصل العراقي الموجودين في تركيا، كان تركمان العراق من أوائل من هاجروا إلى تركيا، بسبب أن العديد منهم عارضوا انضمام ولاية الموصل العثمانية إلى العراق، كما أن الكثير من المعارضين الأكراد للحكومات العراقية السابقة لجئوا إلى تركيا، زادت هجرة العراقيين إلى تركيا بعد الحصار الدولي على العراق، حيث كانت تركيا طريق لوصولهم إلى أوروبا عن طريق الهجرة الغير الشرعية، زادت هجرة العراقيين أكثر بعد غزو العراق في 2003 حيث تم فتح مراكز للجوء إلى دول الغرب في تركيا، وزادت أكثر بعد أن تمكن تنظيم الدولة الإسلامية (داعش) من السيطرة على محافظات عدة في العراق في صيف عام 2014.

## شخصيات مشهورة
- أمينة جولشن
- إحسان دغراماجي
- فرح زينب عبد الله

## مقالات ذات صلة
- العلاقات العراقية التركية
- تركمان العراق
- لاجئون عراقيون
- عراقيون في سوريا
- عراقيون في الأردن
- العراقيون في لبنان
- المفوضية العليا للأمم المتحدة لشؤون اللاجئين